# Cetoniinae
Cetoniinae là một phân họ bọ cánh cứng Scarabaeidae. Một số loài sống ban ngày và lấy mật và bào tử phấn của hoa. Một vài loài cũng ăn trái cây. Có khoảng 4.000 loài, nhiều trong số chúng vẫn chưa được miêu tả.

## Các chi
Phân họ Cetoniinae gồm các chi:
Phân tông Cetoniina (Leach, 1815)
- Aethiessa (Burmeister, 1842)
- Cetonia (Fabricius, 1775)
- Chlorixanthe (Bates, 1889)
- Euphoria (Burmeister, 1842)
- Heterocnemis (Albers, 1852)
- Protaetia (Burmeister, 1842)
- Pseudourbania (Mikšič, 1965)
- Tropinota (Mulsant, 1842)
- Urbania (Mikšič, 1963)

Phân tông Leucocelina
- Homothyrea (Kolbe, 1895)
- Leucocelis (Burmeister, 1842)
- Oxythyrea (Mulsant, 1842)
- Paleira (Reiche, 1871)
- Agestrata (Eschscholtz, 1829)
- Anthracophora (Burmeister, 1842)
- Dischista
- Gametis (Burmeister, 1842)
- Glycyphana (Burmeister, 1842)
- Ichnestoma (Gory & Percheron)
- Pachnoda (Burmeister, 1842)
- Polybaphes (Kirby, 1827)
- Stalagmosoma (Burmeister, 1842)

Phân tông Cremastocheilini (Burmeister & Schaum, 1841)
- Centrochilus (Krikken, 1976)
- Cremastocheilus (Knoch, 1801)
- Genuchinus (Westwood, 1874)
- Lissomelas (Bates, 1889)
- Psilocnemis (Burmeister, 1842)
- Campsiura (Hope, 1831)

Tông Goliathini
- Amaurodes Westwood, 1844
- Aphanochroa (Kolbe, 1893)
- Aphelorrhina (Westwood, 1841)
- Argyropheges (Kraatz, 1895)
- Asthenorella (Westwood, 1874)
- Asthenorrhina (Westwood, 1843)
- Brachymitra (Kolbe, 1904)
- Ceratorrhina (Westwood, 1843)
- Cheirolasia (Westwood)
- Chelorrhina (Burmeister, 1842)
- Chondrorrhina (Kraatz, 1880)
- Chordodera (Burmeister, 1842)
- Coelorrhina (Burmeister, 1842)
- Compsocephalus (White, 1845)
- Cyprolais (Burmeister, 1842)
- Daedycorrhina (Bates, 1888)
- Dicellachilus (Waterhouse, 1905)
- Dicronocephalus (Hope, 1837)
- Dicronorrhina (Hope, 1837)
- Dyspilophora (Kraatz, 1880)
- Eudicella (White, 1839)
- Eutelesmus {Waterhouse, 1880)
- Fornasinius (Berteloni, 1853)
- Genyodonta (Burmeister, 1842}
- Gnorimimelus (Kaatz, 1880)
- Goliathus (Lamarck, 1801)
- Hegemus (J. Thomson, 1881)
- Inhambane (Péringuey, 1907)
- Mecynorhina Hope, 1837
- Megalorhina Westwood, 1847
- Melinesthes (Kraatz, 1880)
- Neptunides (J. Thomson, 1879)
- Pedinorrhina (Kraatz, 1880)
- Plaesiorrhina (Burmeister, 1842)
- Priscorrhina (Krikken, 1984)
- Ptychodesthes (Kraatz, 1883)
- Raceloma (J. Thomson, 1877)
- Ranzania (Berteloni, 1855)
- Scythropesthes (Kraatz, 1880)
- Smaragdesthes (Kraatz, 1880)
- Smicorhina (Westwood, 1847)
- Spelaiorrhina (Lansberge, 1886)
- Stephanocrates (Kolbe, 1892)
- Stephanorrhina (Burmeister, 1842)
- Taeniesthes (Kraatz, 1880)
- Taurhina (Burmeister, 1842)

Tông Gymnetini
- Amithao
- Argyripa
- Balsameda
- Chiriquibia
- Cotinis (Gory & Percheron, 1883)
- Guatemalica
- Gymnetina (Casey, 1915)
- Gymnetis (MacLeay, 1819)Gymnetis stellata
- Gymnetosoma (Martínez, 1949)
- Hadrosticta

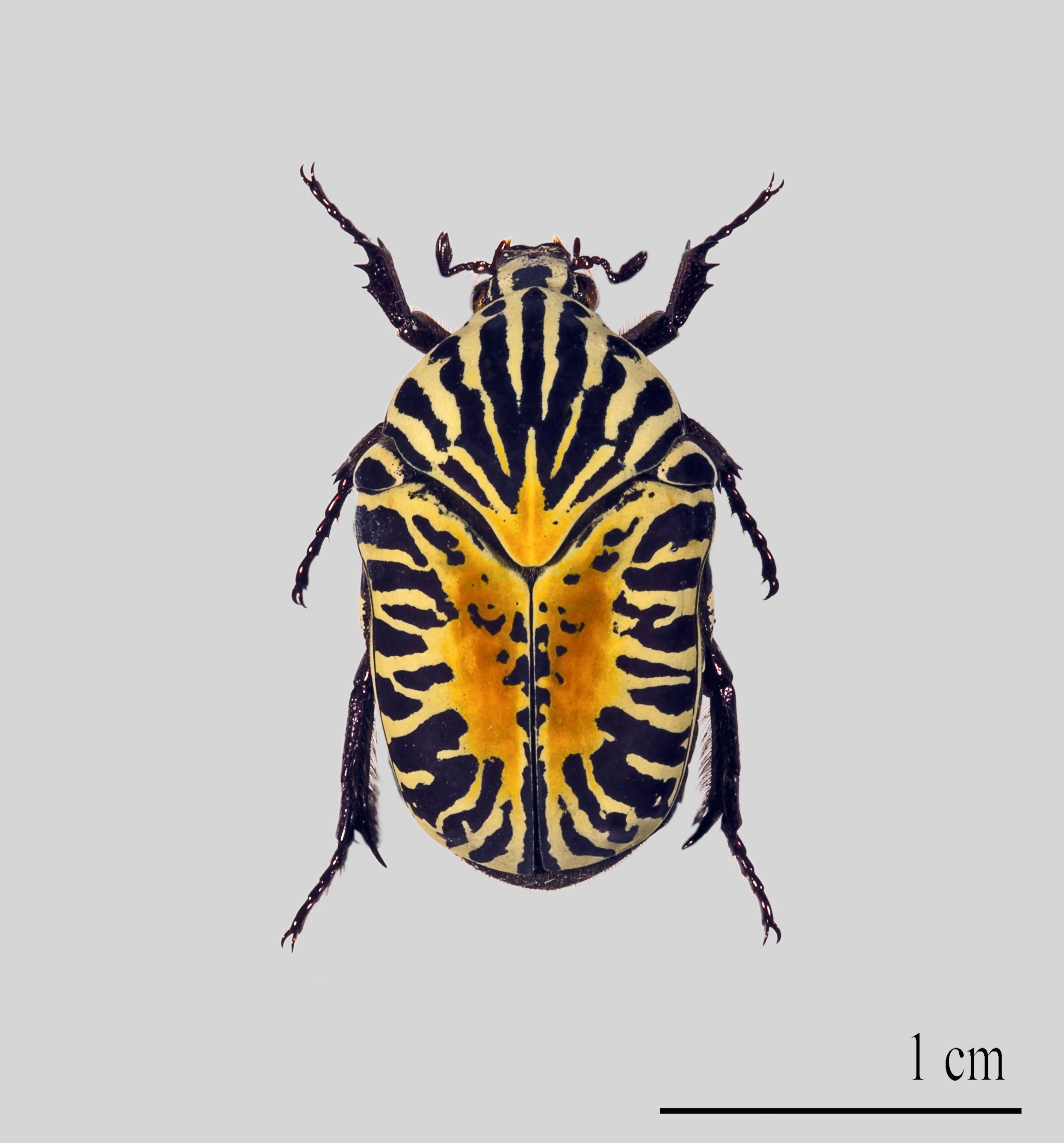
Gymnetis stellata

- Halffterinetis (Morón và Nogueira, 2007)
- Hologymnetis (Martínez, 1949)
- Hoplopyga
- Marmarina
- Neocorvicoana (Ratcliffe & Micó)

Tông Heterorrhinini
- Heterorrhina
- Pseudotorynorrhina
- Rhomborrhina

Tông Schizorhinini
- Aphanesthes (Kraatz, 1880)
- Bisallardiana (Antoine, 2003)
- Chalcopharis (Heller, 1901)
- Chlorobapta (Kraatz, 1880)
- Chondropyga (Kraatz, 1880)
- Clithria (Burmeister, 1842)
- Diaphonia (Newman, 1840)
- Dichrosoma (Kraatz, 1885)
- Dilochrosis (Thomson, 1878)
- Eupoecila (Burmeister, 1842)
- Hemichnoodes (Kraatz, 1880)
- Hemipharis (Burmeister, 1842)
- Ischiopsopha (Gestro, 1874)
- Lenosoma (Kraatz, 1880)
- Lomaptera (Gory & Percheron, 1833)
- Lyraphora (Kraatz, 1880)
- Macrotina (Strand, 1934)
- Metallesthes (Kraatz, 1880)
- Micropoecila (Kraatz, 1880)
- Mycterophallus (Van de Poll, 1886)
- Neoclithria (Van de Poll, 1886)
- Neorrhina (J. Thomson, 1878)
- Phyllopodium (Schoch, 1895)
- Poecilopharis (Kraatz, 1880)
- Pseudoclithria (Van de Poll, 1886)
- Schizorhina (Kirby, 1825)
- Schochidia (Berg, 1898)
- Stenopisthes (Moser, 1913)
- Tapinoschema (Thomson, 1880)
- Trichaulax (Kraatz, 1880)

Tông Trichiini (Fleming, 1821)
- Osmoderma (Lepeletier & Serville, 1825)
- Agnorimus (Miyake et alii, 1991)
- Apeltastes (Howden, 1968)
- Gnorimella (Casey, 1915)
- Gnorimus (Lepeletier & Serville, 1825)
- Trichiotinus (Casey, 1915)
- Trichius (Fabricius, 1787)
- Trigonopeltastes (Burmeister, 1840)

Tông Valgini (Mulsant, 1842)
- Chromovalgus (Kolbe, 1897)
- Microvalgus (Kraatz, 1883)
- Valgus (chi) (L.G.Scriba, 1790)

Khác
- Anelaphinis (Kolbe 1912)
- Caelorrhina
- Coilodera
- Conradtia
- Costinota
- Epitrichius (Tagawa, 1941)
- Gnathocera
- Heteroclita (Burmeister, 1842)
- Ischnostomiella (Krikken, 1978)
- Lansbergia (Ritsema 1888)
- Protoclita (Krikken, 1978)
- Pygora
- Rhabdotis

## Hình ảnh

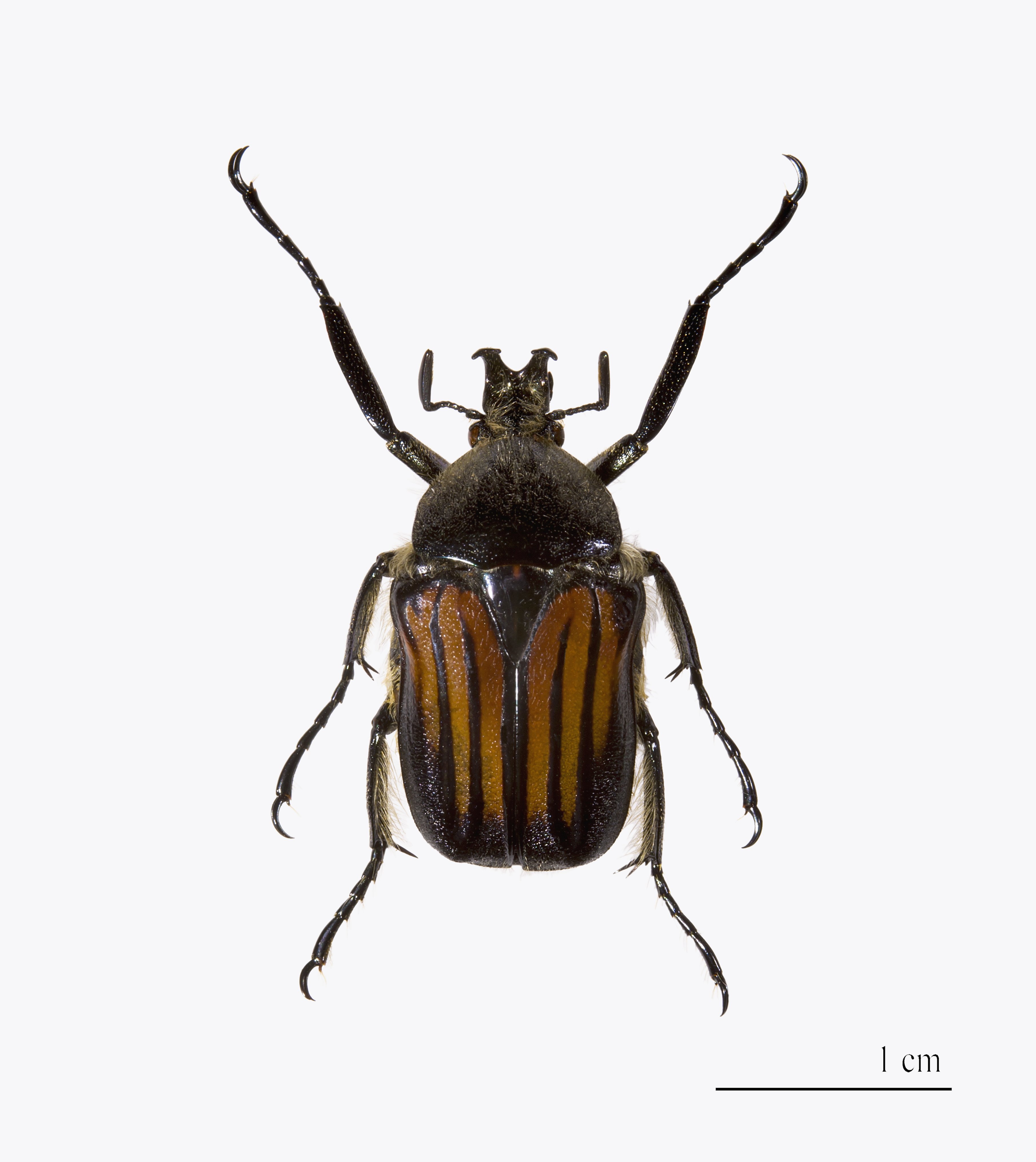
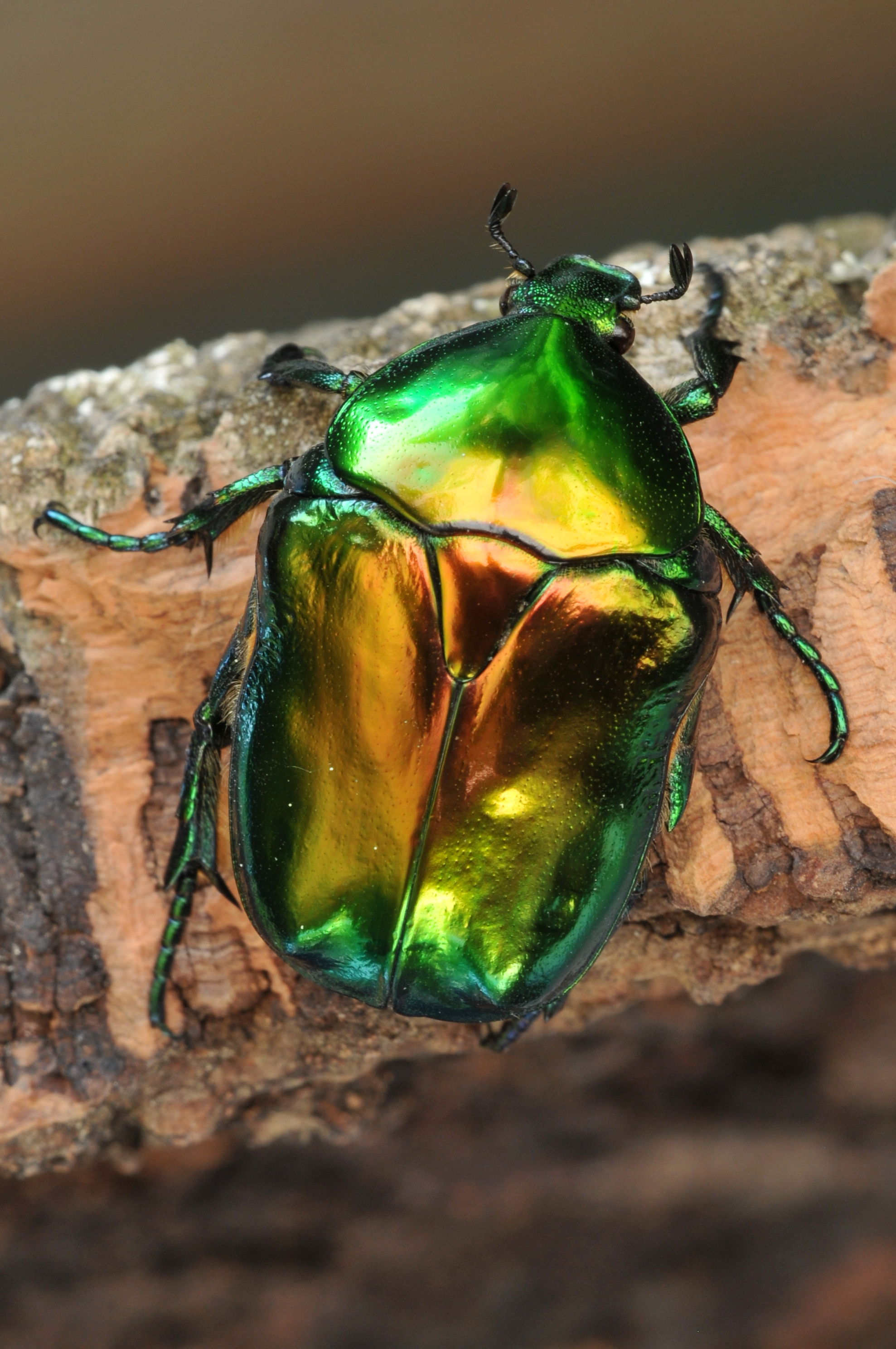